# 龍骨海鹿
龍骨海鹿（学名：Dolabella auricularia），又名截尾海兔或陳氏海兔，是一種大型的海蛞蝓，为海鹿科黃花瓣螺屬下的一个後鰓類腹足綱軟體動物的物種。

## 型態描述

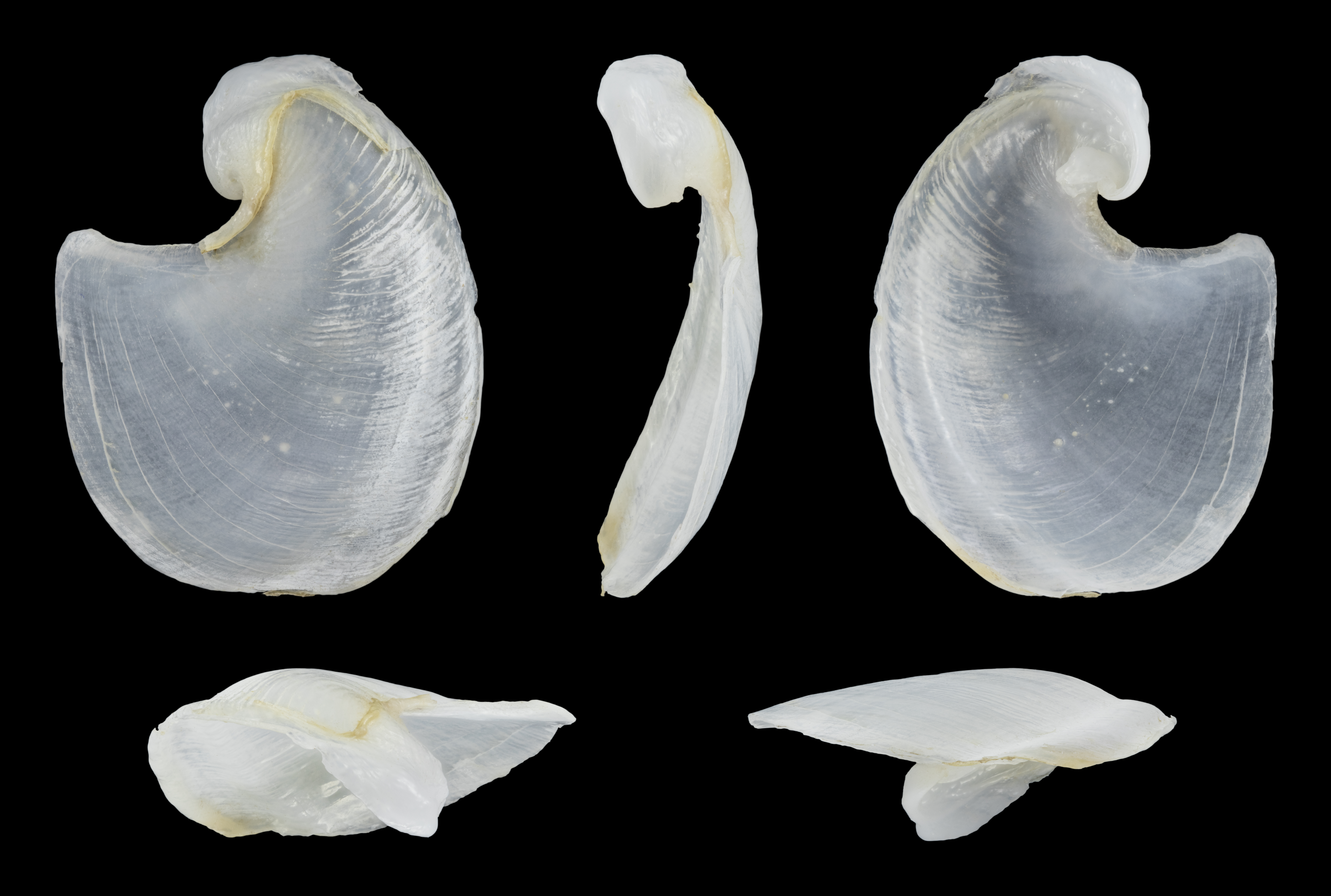

本物種的體型頗大，可達40（16英寸）長。It can be recognized by a flattened disk on the posterior surface of the animal. This species can be found with soft pustules, leading to a rather knob-like appearance。頭短，而且鈍，身體表面滿佈小管及skin flaps。The vestigial, internal shell has a typical ear-like form.
如同其他海兔，當本物種被搔擾時，會噴出紫色的墨水。

## 分佈
本物種分佈於印度洋及西太平洋海域，特別是西北太平洋，例如：琉球、台灣屏東縣恆春半島、澎湖、新北市貢寮鄉及菲律賓等。

## 棲息地
本物種棲息於可躲避海洋亂流的地方，例如：海草、沙及泥裡，並以當中的藻類為食；潮間帶的岩池亦是牠們愛棲息的地方。

## 用於人類
本物種有時會刻意飼養於大型海洋水族箱，用以限制箱內藻類生長。在菲律賓，海鹿的卵子是一種美食，叫做「lukot」，這包括本物種的卵子。
此外抗癌劑monomethyl auristatin E乃取自提取於本物種的多胜肽。

## 參看
- 黑指紋海兔：外型與本物種非常相似。

## 外部連結
- 維基物種上的相關：龍骨海鹿